# Wouter Blok (korfballer)
Wouter Blok (1969) is een Nederlands korfbalcoach.

## Speler
Blok speelde als korfballer bij Vriendenschaar (Bodegraven) en Trekvogels (Rotterdam).

## Coach
Blok's carrière als korfbalcoach begon bij WION A1. Nadat hij de A jeugd had gecoacht was Blok voor 4 jaar de coach van de hoofdmacht van WION.
Van 2006 t/m 2008 was Blok hoofdcoach van IJsselvogels 1, dat in de Overgangsklasse speelde.

### Hogerop
In 2008 werd Blok aangetrokken door het Delftse Fortuna. De ploeg trok in dat jaar een nieuwe hoofdcoach aan voor het eerste team, namelijk Gert-Jan Kraaijeveld en wilde ook een nieuwe coach voor het tweede team. Voor die laatste functie werd Blok aangenomen. Fortuna's eerste team speelde op het hoogste niveau van Nederland, namelijk in de Korfbal League en zodoende kon Blok meekijken in de keuken van de korfballende top van het land.
Na 2 seizoenen het tweede team te hebben gecoacht, werd Blok in 2010 de hoofdcoach van de selectie. De club had afscheid genomen van Kraaijeveld en Fortuna was in 2010 3e van Nederland geworden. Het werd de taak van Blok om Fortuna weer in de zaalfinale te brengen.
Blok was slechts 1 seizoen hoofdcoach van Fortuna, in seizoen 2010-2011. Het reguliere seizoen verliep goed en Fortuna werd 2e in de competitie. In de play-offs moest Fortuna het opnemen met TOP. Fortuna won de eerste wedstrijd met 26-25 vanwege een gescoorde strafworp in de laatste seconde van Barry Schep. Fortuna leek hard op weg naar een finaleplaats, maar dit mislukte. Wedstrijd 2 en 3 ging verloren en zodoende stond Fortuna niet in de grote, maar in de kleine finale van Ahoy.
In deze kleine finale, voor plek 3 en 4 trof Fortuna Koog Zaandijk. Fortuna verloor deze wedstrijd met 24-23 vanwege een gescoorde golden goal van Koog Zaandijk. De ploeg werd uiteindelijk 4e van Nederland.
In 2011 veranderde Fortuna van koers. Er stopten een aantal bepalende spelers en de club vond dat het tijd was voor een totale make-over. Zodoende besloot de club om jonge spelers uit eigen kweek terug te halen en om 2 jonge coaches aan te stellen.
Vanaf 2011 werd Blok de hoofdcoach bij CKV Oranje Wit. De ploeg speelde nog niet op het hoogste niveau, maar wilde graag hogerop komen.
In zijn eerste seizoen, 2011-2012 promoveerde Blok en Oranje Wit in de zaal van de Overgangsklasse naar de Hoofdklasse (1 niveau onder Korfbal League).
De ploeg werd in 2013 en 2014 6e in de Hoofdklasse B en leek een stabiele Hoofdklasser. In 2015 promoveerde de club op het veld zelfs naar de Ereklasse, de hoogste veldcompetitie.
2016-2017 werd een seizoen met twee gezichten voor Blok. Zowel op het veld als in de zaal degradeerde hij met Oranje Wit en stopte hij aan het eind van het seizoen als coach.
Oud topspeelster Mady Tims werd de nieuwe hoofdcoach en zij moest de club weer laten promoveren. Na slechts een paar maanden, in november 2017 stapte Tims op als hoofdcoach. De club vroeg aan Blok om als interim het seizoen af te maken. Het lukte in de zaal niet om terug te promoveren naar de Hoofdklasse.

### Andere richting
Na 7 jaar bij Oranje Wit was Blok in 2018 toe aan een nieuwe uitdaging. Zodoende ging hij in 2018 aan de slag als nieuwe hoofdcoach van DSC, uit Eindhoven. De ploeg had Korfbal League gespeeld in 2016-2017, maar was na 1 jaar alweer gedegradeerd naar de Hoofdklasse. Blok verving André Kuipers als coach bij de club. Blok en DSC eindigde in 2018-2019 als derde in de Hoofdklasse, waardoor het net geen play-offs mocht spelen.
Na 1 jaar bij DSC besloot Blok om per 2019 hoofdcoach te worden bij Tempo uit Alphen aan den Rijn.
De ploeg promoveerde in 2019 naar de Korfbal League voor de eerste keer in de clubhistorie.
Bij Tempo liep het zaalseizoen van 2019-2020 uit op een teleurstelling. Directe degradatie was het gevolg.
Na 1 seizoen bij Tempo stopte Blok als hoofdcoach en werd aangesteld voor seizoen 2020-2021 als hoofdcoach bij DeetosSnel uit Dordrecht. In februari 2022 maakte hij bekend dat seizoen 2021-2022 zijn laatste zou zijn als coach bij Deetos. Echter, toen de competitie (na uitstel vanwege de coronapandemie) werd hetvat had Deetos het wat lastig. Na 3 wedstrijden werd besloten per direct de samenwerking te stoppen. Blok werd op non actief gezet en per direct vervangen door Ben Crum die het seizoen ad interim zou afmaken.
Voor seizoen 2023-2024 keerde Blok terug als coach bij DSC.
In seizoen 2023-2024 deed DSC goede zaken. De ploeg verzamelde 25 punten uit 18 duels en stond hiermee op de 2e plaats. Hierdoor plaatste DCS zich voor de play-offs tegen de nummer 3 van de competitie, namelijk TOP (S). In de best-of-3 serie won DSC de eerste wedstrijd, maar verloor de andere 2 wedstrijden. Hierdoor eindigde het seizoen in de play-offs.

## Oranje
Vanaf 2014 werd Blok de assistent bondscoach van het Nederlands korfbalteam, onder bondscoach Wim Scholtmeijer. In 2018 werd Jennifer Tromp de nieuwe assistent bondscoach. In dienst van Oranje was Blok mede verantwoordelijk voor de gouden plakken op het EK 2014, WK 2015, EK 2016 en World Games 2017.